# Samu Anna
Samu Anna (1996. november 5. –) magyar női válogatott labdarúgó, kapus.

## Pályafutása

### Klubcsapatban
2011 óta a Ferencvárosi TC labdarúgója. 2016 augusztusa és decembere között kölcsönben szerepelt a Győri ETO csapatában.

### A válogatottban
2015-től 10 alkalommal szerepelt a válogatottban.

## Sikerei, díjai
Magyar bajnok (3):
- Ferencváros (3): 2014–15, 2015–16, 2018–19

 Magyar kupagyőztes (5):
- Ferencváros (5): 2014–15, 2015–16, 2016–17, 2017–18, 2018–19

## Statisztika

### Mérkőzései a válogatottban
| Magyarország | Magyarország     | Magyarország                | Magyarország | Magyarország | Magyarország     | Magyarország | Magyarország | Magyarország |
| #            | Dátum            | Helyszín                    | Hazai        | Eredmény     | Vendég           | Kiírás       | Gólok        | Esemény      |
| ------------ | ---------------- | --------------------------- | ------------ | ------------ | ---------------- | ------------ | ------------ | ------------ |
| 1.           | 2015. június 11. | Szombathely                 | Magyarország | 2 – 1        | Szlovénia        | barátságos   | -            | 70'          |
| 2.           | 2018. április 9. | Zára                        | Horvátország | 1 – 3        | Magyarország     | vb-selejtező | -            | 89'          |
| 3.           | 2018. június 12. | Viborg                      | Dánia        | 5 – 1        | Magyarország     | vb-selejtező | -            | 90'          |
| 4.           | 2018. július 29. | Balatonfüred                | Magyarország | 1 – 1        | Fehéroroszország | Balaton-kupa | -            |              |
| 5.           | 2018. október 8. | Ta’ Qali                    | Málta        | 0 – 3        | Magyarország     | barátságos   | -            | 46'          |
| 6.           | 2019. március 6. | Lárnaka (CYP)               | Magyarország | 3 – 2        | Szlovákia        | Ciprus-kupa  | -            |              |
| 7.           | 2019. április 9. | Alverca do Ribatejo         | Portugália   | 4 – 1        | Magyarország     | barátságos   | -            |              |
| 8.           | 2019. június 16. | Telki                       | Magyarország | 6 – 1        | Ciprus           | barátságos   | -            |              |
| 9.           | 2021. június 10. | Szeged, Szent Gellért Fórum | Magyarország | 4 – 0        | Szerbia          | barátságos   | -            |              |
| 10.          | 2021. június 14. | Szeged, Szent Gellért Fórum | Magyarország | 2 – 3        | Szerbia          | barátságos   | -            |              |
|              | Összesen         |                             |              | 10           | mérkőzés         |              | 0            | gól          |